# Monomma puncticolle
Monomma puncticolle là một loài bọ cánh cứng trong họ Zopheridae. Loài này được Oberthür miêu tả khoa học năm 1883.